# Dysmorodrepanis munroi
Bico-de-gancho-de-lanai ou bico-de-papagaio-de-lanai (Dysmorodrepanis munroi) é uma espécie extinta de ave passeriforme que era endêmica do Havaí. É o único integrante do gênero Dysmorodrepanis. Foi descrita cientificamente pelo ornitólogo Robert Cyril Layton Perkins em 1879. Localmente, é conhecida pelo nome popular de ʻUla-ʻai-hawane.